# Solegnathus spinosissimus
Solegnathus spinosissimus es una especie de pez de la familia Syngnathidae en el orden de los Syngnathiformes.

## Morfología
Los machos pueden alcanzar 49 cm de longitud total.

## Hábitat
Es un pez de mar y de clima templado  que vive entre 114-230 m de profundidad.

## Distribución geográfica
Se encuentra al sur de Australia y Nueva Zelanda.